# Kofi Schulz
Kofi Yeboah Schulz (* 21. Juli 1989 in Berlin) ist ein deutscher Fußballspieler.

## Karriere
Schulz begann seine Karriere in der Jugend von Rapide Wedding und wechselte im Sommer 1999 in die E-Jugend von Hertha BSC. Bei Hertha blieb er bis zum Juni 2004 und bekam eine Einladung von Milton Keynes Dons. Hier unterschrieb er kurze Zeit später einen Profivertrag und spielte vier Jahre in der Jugend der MK Dons. Im Sommer 2008 verließ er Milton Keynes und wechselte zum AFC Kempston Rovers.
Am 16. Juli 2011 verließ er England und kehrte nach Deutschland zurück; er unterschrieb beim Drittligisten SV Babelsberg 03 einen Zweijahresvertrag. Verschiedene Verletzungen sorgten dafür, dass er in zwei Jahren nur zu sechs Kurzeinsätzen in der 3. Profi-Liga kam und überwiegend für die Reservemannschaft der Babelsberger in der Brandenburg-Liga auflief. Nach der Saison 2012/13 verließ er Babelsberg.
Im Januar 2014 verpflichtete der Regionalligist KFC Uerdingen 05 Kofi Schulz. Nach dem Abstieg des Vereins in die Oberliga wechselte er im Sommer 2015 in die Schweiz zum Zweitligisten FC Biel-Bienne.
Im Sommer 2016 unterschrieb Schulz beim FC St. Gallen einen Vertrag für die Super League. Für den FC St. Gallen absolvierte Schulz in seiner ersten Spielzeit 22 Partien in der Super League, jedoch wurde er in seiner zweiten Spielzeit beim FC St. Gallen nicht mehr berücksichtigt und wechselte daraufhin im Oktober 2017 zum FC Winterthur in die Challenge League. Dort erhielt Schulz einen Vertrag bis zum Saisonende.
Zur Saison 2018/19 wechselte er nach Griechenland zu Apollon Smyrnis. Für die Griechen kam er jedoch zu keinem Einsatz, der Verein stieg zudem in jener Saison aus der Super League ab. Daraufhin verließ er Smyrnis. Im August 2019 wechselte er nach Österreich zum Zweitligisten SKU Amstetten, bei dem er einen bis Juni 2020 laufenden Vertrag erhielt. Im Februar 2020 wechselte er zum Bundesligisten SKN St. Pölten. Im Juli 2020 wurde sein auslaufender Vertrag beim SKN bis Juni 2022 verlängert. Insgesamt kam er zu 41 Einsätzen in der Bundesliga für den SKN, in denen er vier Tore erzielte. Nach dem Abstieg der St. Pöltner aus der Bundesliga am Ende der Saison 2020/21 verließ er den Verein.
Nach einem halben Jahr ohne Verein wechselte er im Januar 2022 zur WSG Tirol. Der Wechsel war bereits im März 2021 von WSG-Trainer Thomas Silberberger als Scherz vermeldet worden, da die WSG aus eigener Kraft das Meisterplayoff verpasst hatte, aber der damals noch für den SKN aktive Schulz im Parallelspiel den direkten WSG-Konkurrenten TSV Hartberg mit einem Treffer in der Nachspielzeit zum 3:3 um den Sieg brachte, der letztlich die WSG doch noch ins Meisterplayoff beförderte. In zweieinhalb Jahren bei der WSG kam er zu 71 Bundesligaeinsätzen. Nach der Saison 2023/24 verließ er die WSG.
Im September 2024 wechselte Schulz anschließend in den Iran zum Mes Rafsanjan FC.

## Privates
Kofi wurde 1989 in Berlin als Sohn ghanaischer Eltern geboren. Seinen deutschen Nachnamen verdankt er seiner Mutter, die mit einem Deutschen verheiratet war, der aber später starb. Sein jüngerer Bruder Kwabe Schulz (* 1998) ist ebenfalls Fußballspieler. Sein Cousin ist der ehemalige Fußballspieler Yaw Donkor.